# Takehiro Kato
Takehiro Kato (født 28. juli 1974) er en tidligere japansk fodboldspiller.
Han har spillet for flere forskellige klubber i sin karriere, herunder Gamba Osaka.